# Evelyn Miralles
Evelyn Miralles (Caracas, Veneçuela, 1967) és una enginyera informàtica estatunidenca, d'origen veneçolà, pionera de la realitat virtual en la NASA.

## Biografia
En 1986, amb 19 anys, va emigrar cap als Estats Units. Volia ser arquitecta, però a la Universitat de Houston va començar a dissenyar amb ordinadors. En 1990 es va graduar per la Universitat Lamar en gràfiques de computació i en 1992 per la Universitat de Houston-Clear Lake en Informàtica. Ha treballat des d'aleshores al Laboratori de Realitat Virtual del Centre Espacial Lyndon B. Johnson durant més de 20 anys a Houston (Texas), on actualment és l'enginyera principal i estratega de tecnologia. El seu treball es fa servir per a entrenar els astronautes en l'activitat extravehicular.

### Experiència professional
Des de 1992, ha recolzat les activitats del Transbordador STS i les missions de l'Estació Espacial Internacional. El seu primer projecte va ser la construcció d'un model 3D d'una casa a la Lluna, que no va ser factible, encara que es podria usar en el futur per a una missió a Mart. Miralles va ser coautora del Dynamic Onboard Ubiquitous Graphics (DOUG) que es fa servir des de 1993 per a l'entrenament en realitat virtual dels astronautes de la missió STS 61, que va reparar el telescopi espacial Hubble. Va treballar també a l'Estació Espacial Internacional, dissenyant l'estructura i el treball dels astronautes.
En 2016 va ser una de les nou dones d'Amèrica Llatina en la llista de les 100 dones de 2016 de la BBC.

## Distincions
- Premi de Seguretat de Vol de la NASA[4]
- CNET en castellà Top 20 dels hispans més influents als Estats Units - 2015[4]
- CNET en castellà Top 20 dels hispans més influents als Estats Units - 2016[4]
- Universitat de Houston-Clear Lake - Premi Alumne Distingit - 2016[4]
- 100 dones (BBC) - 2016[5]